# دندو
دندو (به انگلیسی: Dando) یک منطقهٔ مسکونی در پاکستان است که در ناحیه تندو محمدخان واقع شده‌است. دندو ۲٬۵۴۳ نفر جمعیت دارد.